# Rachel Mellon Walton
Rachel Mellon Walton (ur. 8 stycznia 1899 w Pittsburghu, Pensylwania, zm. 2 marca 2006 tamże) – amerykańska działaczka filantropijna.

## Życiorys
Była jednym z czworga dzieci założyciela koncernu naftowego Gulf Oil Company Williama Larimera Mellona i Mary Taylor. Uczęszczała do szkoły publicznej w Dobbs Ferry (Nowy Jork). W 1922 wyszła za mąż za Johna Waltona i poświęciła się życiu rodzinnemu i towarzyskiemu, a także działalności społecznej. Z małżeństwa z Waltonem (zatrudnionym wkrótce w Gulf Oil Company) miała troje dzieci - córkę Mary (zamężną Curley) oraz synów Johna juniora i Jamesa. Mąż zmarł w 1974 w wieku 81 lat.
Rachel Mellon Walton przekazała liczne fundusze na cele kulturalne, edukacyjne, medyczne, ekologiczne. Była m.in. fundatorką (wspólnie z bratem Williamem) szpitala im. Alberta Schweitzera w Deschepelles na Haiti. Z siostrą Margaret Mellon Hitchcock ufundowała stypendium im. Mary Taylor (matki) dla kobiet studiujących nauki o przedsiębiorczości na Carnegie Mellon University w Pittsburghu. Wspierała finansowo także m.in. Carnegie Museum w Pittsburghu (szczególnie zbiory związane ze starożytnym Egiptem), centrum pomocy dla kobiet zagrożonych przemocą, instytucje pomocy dzieciom. Udzielała się przez kilkadziesiąt lat w lokalnym telefonie zaufania oraz kościele prezbiteriańskim.
Od 1942 była członkiem zarządu orkiestry symfonicznej w Pittsburghu. Także tę instytucję wspierała finansowo, a w 1990 otrzymała tytuł honorowego dyrektora. Za swoją wieloletnią działalność filantropijną została m.in. wyróżniona nagrodą Elsie stacji telewizyjnej WQED (2000), a gubernator stanu Tom Ridge nadał jej w 1998 tytuł "Wybitnej Córki Pensylwanii" (Distinguished Daughter of Pennsylvania).